# Schönkahler
Der Schönkahler ist ein 1688 m ü. NHN hoher Berg in den Allgäuer Alpen.

## Lage und Umgebung
Innerhalb der Allgäuer Alpen liegt der Schönkahler in der Gruppe der Tannheimer Berge. Direkt über den Gipfel verläuft die Grenze zwischen Deutschland und Österreich. Der Schönkahler wird im Osten durch das Engetal, im Westen durch das Vilstal begrenzt. Nach Süden hin ist der Schönkahler über einen breiten Sattel mit dem Pirschling (1634 m) verbunden. Die Schartenhöhe des Schönkahlers beträgt mindestens 208 Meter, seine Dominanz 2,5 Kilometer, wobei der Einstein (1866 m) jeweils Referenzberg ist.

## Routen zum Gipfel
Der Gipfel ist unschwierig zu erreichen. Über Forstwege auf der Ostseite gelangt man bis zur Pfrontener Alpe, welche nach anderen Quellen auch als Schönkahler Alpe bezeichnet wird. Von dort führt ein Weg über Almwiesen in den Sattel zwischen Schönkahler und Pirschling. Durch lichten Wald und über Weideflächen auf der Südflanke erreicht man den mit einem etwa drei Meter hohen Kreuz geschmückten Gipfel.

## Skibergsteigen
Der Schönkahler ist im Winter ein einfaches und relativ gefahrloses Ziel für Skibergsteiger. Der Aufstieg erfolgt entweder von Osten aus dem Engetal oder von Süden aus dem Tannheimer Tal. Um die Beeinträchtigung der Natur im Winter durch Tourengeher zu reduzieren, hat der Deutsche Alpenverein in Zusammenarbeit mit dem Bayerischen Staatsministerium für Umwelt und Gesundheit sowie mit lokalen Behörden und Fachleuten eine Route für Aufstieg und Abfahrt ausgewiesen. Auch mit Schneeschuhen kann der Gipfel erreicht werden.

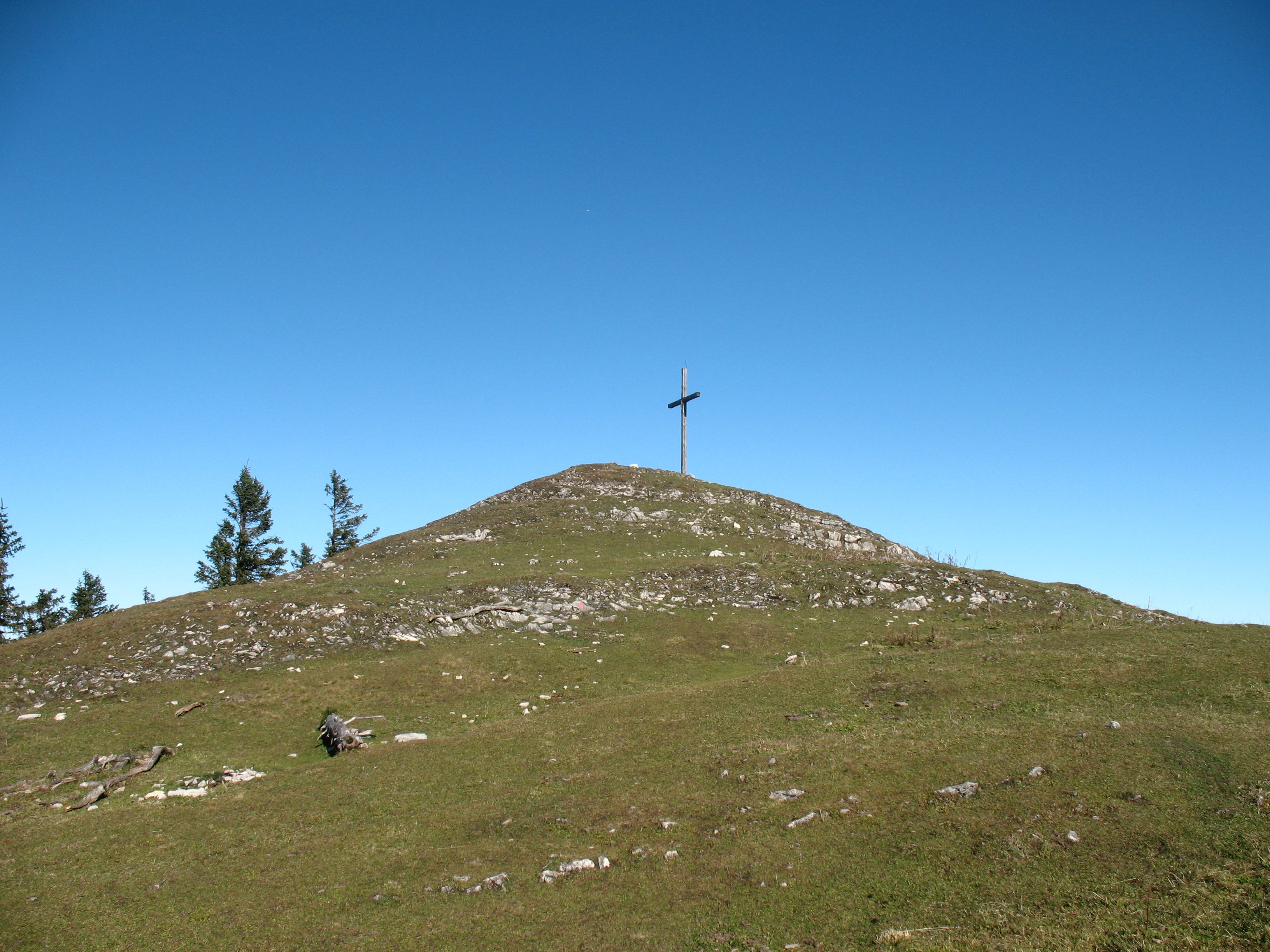
Gipfelkreuz auf dem Schönkahler
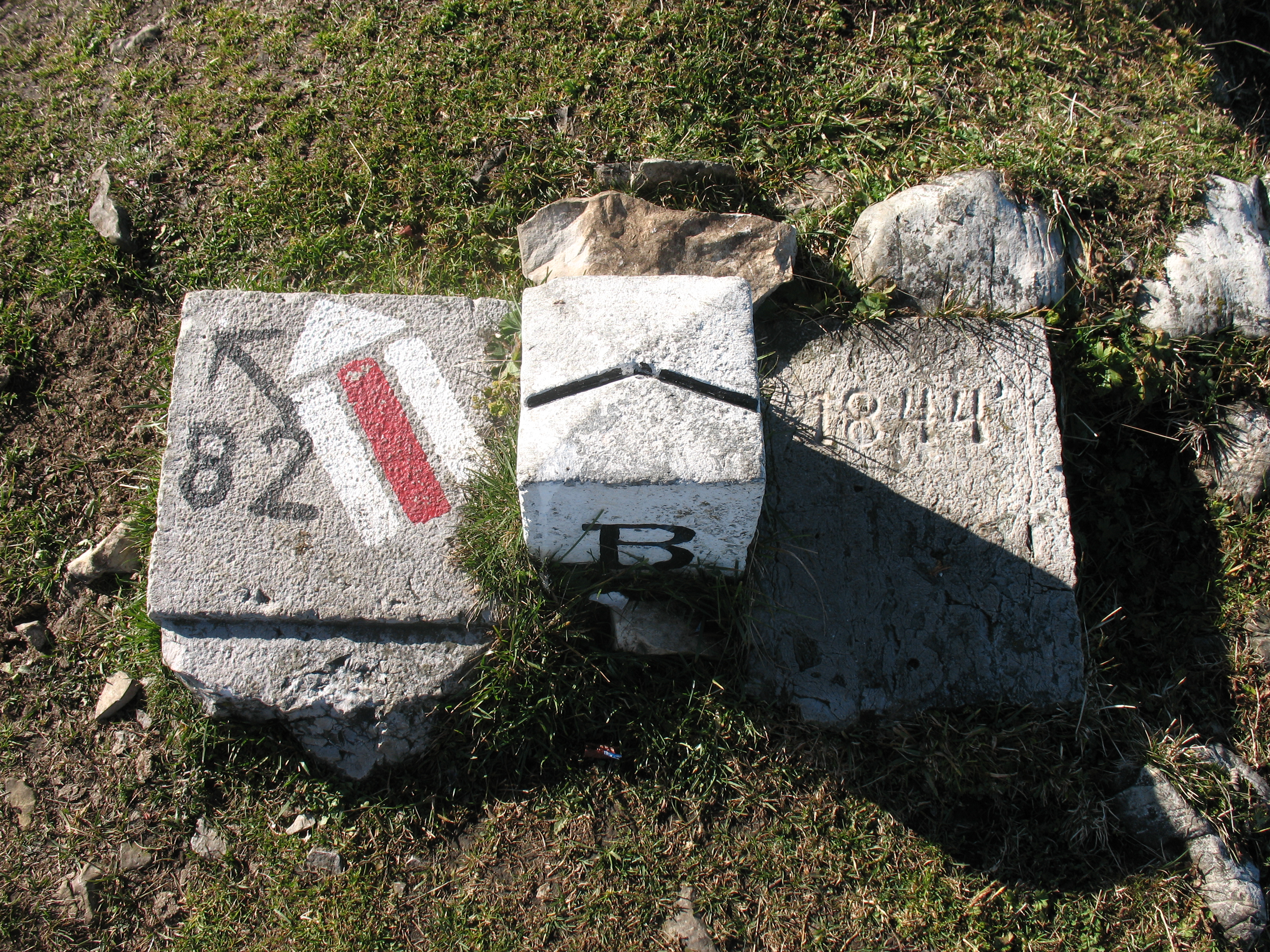
Grenzstein auf dem Gipfel